# Under Siege (2021)
Pour les articles homonymes, voir Under Siege.
Under Siege est un évènement de catch professionnel produit par la fédération américaine Impact Wrestling. Il se déroula le 15 mai 2021 au Skyway Studios à Nashville, Tennessee. Il s'agit du premier évènement de la chronologie des Under Siege. Il fut diffusé exclusivement sur Impact Plus.

## Contexte
Cet événement de catch professionnel présente différents matchs impliquant des catcheurs heel (méchant) et face (gentil), ils combattent sous un script écrit à l'avance

## Tableau des matches
| Ordre par numéros | Match* | Stipulation(s)                                                             |
| --- | --- | -------------------------------------------------------------------------- |
| 1 | Brian Myers bat Black Taurus (avec Crazzy Steve et Rosemary)                                                                                     | Singles match                                                              |
| 2 | Taylor Wilde et Tenille Dashwood (avec Kaleb with a K) battent Kimber Lee et Susan                                                               | Tag Team match                                                             |
| 3 | Ace Austin et Madman Fulton battent Petey Williams et TJP, Rohit Raju et Shera et XXXL (Acey Romero et Larry D)                                  | Fatal 4 Way pour devenir challenger aux Impact World Tag Team Championship |
| 4 | W. Morrissey bat Willie Mack | singles match                                                              |
| 5 | Fire N Flava (Kiera Hogan et Tasha Steelz) battent Jordynne Grace et Rachael Ellering (c)                                                        | Tag Team match pour Impact Knockout Tag Team Championship                  |
| 6 | Josh Alexander (c) bat El Phantasmo | singles match pour Impact X Division Championship                          |
| 7 | Deonna Purrazzo (c) bat Havok | singles match pour Impact Knockouts Championship                           |
| 8 | Eddie Edwards & FinJuice (David Finlay & Juice Robinson) battent Kenny Omega & The Good Brothers (Doc Gallows & Karl Anderson) (avec Don Callis) | 6-Man Tag team match                                                       |
| 9 | Moose bat Chris Bey, Chris Sabin, Matt Cardona, Sami Callihan et Trey Miguel                                                                     | 6-Way match pour devenir challenger au Impact World Championship           |
| La lettre C placée entre parenthèses désigne la personne ou l’équipe championne en titre. * La carte peut être changée | |                                                                            |